# Charles Edward Michener
Charles Edward Michener (* Januar 1907 in Red Deer, Alberta; † 15. Oktober 2004 in Toronto) war ein Geologe und Entwickler eines elektromagnetischen Systems, mit dem eine Vielzahl an Mineralvorkommen entdeckt und identifiziert wurden. Er erwarb im Zuge seiner wissenschaftlichen Laufbahn die Titel Ph.D in Geologie und Bergbau sowie den Professional Engineer (PEng). Nach ihm wurde das Mineral Michenerit benannt, das er entdeckt und als Erster studiert hat.

## Leben
Michener graduierte im Jahr 1931 an der University of Toronto als Bachelor of Science. Im Jahr 1932 erwarb er einen Master of Science bei der Cornell University und einen weiteren im Jahr 1940 wieder an der University of Toronto. In den 1950er-Jahren entdeckte er in Nord-Manitoba nahe Thompson ein großes Nickelvorkommen für die Firma Inco Ltd., wo er seit 1935 arbeitete. 1968 zog er sich als Präsident der Canadian Nickel Company zurück, die eine hundertprozentige Tochter der Inco Ltd. war. Danach wurde Michener Partner beim Beratungsunternehmen Derry Michener Booth and Wahl. Im Jahr 1994 erhielt er für seine Verdienste um den kanadischen Bergbau eine Ehrung.
Michener wurde am 22. Oktober 2004 in Toronto beigesetzt.